# Joan Lluís Oliver i Sabrafín
Joan Lluís Oliver i Sabrafín (Palma, 1836 - Palma, 1897) va ser un periodista i escriptor balear.
Pare de Miquel dels Sants Oliver. Tingué un paper important en la introducció del periodisme modern a Mallorca. Va començar a treballar al Diario de Palma i, posteriorment, dirigí el diari progressista El Correo de Mallorca i el seu continuador El Progreso. Durant la Restauració borbònica formà part de la redacció del diari republicà de tendència possibilista La Opinión (1879-1890). Més endavant, va participar en la fundació i direcció d'El Anunciador Balear i La Almudaina, diari que va dirigir entre els anys 1887 i 1897 i així es convertí en l'introductor a Mallorca de la premsa independent i de informació diària. A més dels seus escrits periodístics, publicà la novel·la Episodios de antaño (1887).
Joan Lluís Oliver va compaginar la seva carrera periodística amb la de mestre nacional. De fet el seu fill Miquel dels Sants Oliver va néixer el 1864 al poble de Campanet on ell s'hi trobava exercint de mestre. Aquesta segona ocupació va ser un pur modus vivendi i la primera, la seva autèntica vocació.
Va participar activament dins els nuclis progressistes i demòcrates que provocaren la Revolució de Setembre de 1868 i fou membre de la maçoneria, essent Mestre Venerable de les lògies maçòniques mallorquines Primera Llum (1878) i Prudència (1881). Amb el pas del temps renuncià de la maçoneria. La seva militància política fou molt propera a la tendència republicana de Emilio Castelar i que a Mallorca estava representada per Joaquim Fiol i Pujol.